# María Kuznetsova (aviadora)
María «Masha» Mijáilovna Kuznetsova (en ruso: Мария Михайловна Кузнецова; Yazvishchi, 14 de abril de 1918- Moscú, 12 de octubre de 1990) fue una piloto de caza soviética que combatió en la Segunda Guerra Mundial, inicialmente con el 586.º Regimiento de Aviación de Cazas, pero luego fue transferida al 437.º Regimiento de Aviación de Cazas, junto con las pilotos Yekaterina Budánova, Lidia Litviak y varios otros miembros de la unidad en septiembre de 1942. Si bien no se convirtió en una as de la aviación como sus compañeras, sobrevivió a la sangrienta batalla de Stalingrado a diferencia de muchas de sus colegas que también habían sido transferidas allí.

## Biografía

### Infancia y juventud
María Kuznetsova nació el 4 de abril de 1918, en la pequeña localidad rural de Yazvishchi (Gobernación de Moscú, RSFS de Rusia), en el seno de una familia de campesinos rusos. Comenzó a volar, cuando apenas tenía 18 años, en el club de vuelo de la asociación paramilitar OSOAVIAJIM (Unión de Sociedades de Asistencia para la Defensa, la Aviación y la Construcción Química de la URSS). Pero su padre fue arrestado durante la Gran Purga en 1937, lo que la obligó a hacer constar el arresto en las solicitudes y documentos oficiales, lo que provocó que la expulsaran varias veces del entrenamiento de vuelo por estar relacionada con un «enemigo del pueblo»; sin embargo, sus amigos intercedieron por ella y lograron convencer al director de la escuela de vuelo para que la dejara quedarse.

### Segunda Guerra Mundial
En octubre de 1941, poco después de la invasión alemana de la Unión Soviética, Kuznetsova se ofreció como voluntaria para el servicio de vuelo de primera línea y fue aceptada en el 122.º Grupo de Aviación, una unidad especial formada íntegramente por mujeres, al mando de Marina Raskova. Comenzó a entrenar en la Escuela de Aviación Militar de Engels, allí fue asignada al 586.º Regimiento de Aviación de Cazas, unidad donde solo eran aceptadas las mejores y más competitivas candidatas.
El 7 de marzo de 1942 Raskova anunció al regimiento que habían sido destinadas a la defensa aérea de Moscú. El regimiento, sin embargo, no abandonó Engels hasta el 9 de abril de 1942, aunque en su camino a Moscú tuvieron que hacer escala en el aeródromo de Razbóishchina, para sustituir los esquíes del tren de aterrizaje. Debido a la imposibilidad de hallar nuevas ruedas se vieron atrapadas en el campo de aviación cuyas instalaciones dejaban mucho que desear. La pista de aterrizaje era «un lago de aceite y combustible en cuya orilla se oxidaban vehículos abandonados. Había mierda por todas partes, y del techo del comedor caía directamente sobre los platos toda clase de sustancias inefables».
Después de varias semanas de inactividad en tan deprimente lugar, las integrantes del regimiento recibieron por fin la orden de ponerse en marcha, aunque en este caso su destino no sería Moscú sino Sarátov, a pesar de que la ciudad contaba con importante instalaciones militares e industriales lo cierto es que se encontraba lejos del frente y hasta entonces no había sufrido ningún bombardero por parte de la aviación alemana. Partieron hacia su nuevo destino el 14 de mayo. Allí permanecieron estacionadas en el aeropuerto de Anísovka, durante este periodo surgió una gran antipatía hacia la comandante del regimiento Tamara Kazárinova, de ella se quejaban, principalmente, que no se ponía a los mandos de su avión y que las trataba con gran severidad. Muchas achacaron su forzosa inactividad a los manejos de su comandante que consideraba que todavía «no estaban listas».

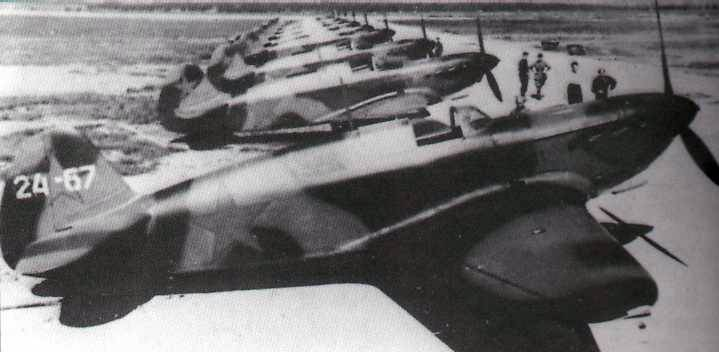
Cazas Yakovlev Yak-1 similares a los que utilizó Kuznetsova durante la batalla de Stalingrado

A principios de septiembre de 1942 el 8.º Ejército Aéreo, que combatía en la batalla de Stalingrado, solo tenía, en condiciones de combate, algo más de 97 aparatos, muchos de los cuales eran modelos I-15 o I-16 ya obsoletos, razón por la cual su comandante, el teniente general Timofei Jriukin, solicitó que se le asignaran todos los aviones Yakovlev Yak-1 que hubiera disponibles en ese momento. Es por eso, que el 1.er escuadrón del 586.º Regimiento de Aviación de Cazas, que tenía ocho nuevos cazas Jak-1, fuera transferido al Frente de Stalingrado. Sus nuevas órdenes establecían que debían combatir a los aviones de reconocimiento enemigos. Sin embargo, muchas pilotos consideraban que había sido su comandante Kazárinova, la que había solicitado el traslado al general Alexander Osipenko, para deshacerse de algunas de las pilotos más críticas con ella.
El escuadrón, formada por ocho pilotos y sus correspondientes dotaciones de tierra (armeras y mecánicas), fue dividido en dos escuadrillas y enviadas a distintos regimientos en Stalingrado, así una escuadrilla, al mando de Klavdia Necháieva e integrada por Klavdia Blinova, Antonina Lébedeva y Olga Shájova, fue asignada al 434.º Regimiento, mientras que la segunda escuadrilla, al mando de Raisa Beliáieva y formada por María Kuznetsova,Yekaterina Budánova y Lidia Litviak, fue enviada al 437.º Regimiento de Aviación de Cazas. De estas ocho aviadoras, cinco morirían en combate y una sería capturada por los alemanes. El 10 de septiembre, finalmente las aviadoras abandonaron la base aérea en Sarátov y se dirigieron a Stalingrado.
En una entrevista de posguerra con la historiadora Anne Noggle, Kuznetsova afirmó que había derribado tres aviones enemigos, incluidos un Ju-87 y un Ju-88, pero no hay confirmación de esto en sus hojas de premios o documentos del regimiento. Se confirma que realizó más de 100 salidas, brindando cobertura para proteger objetivos estratégicamente valiosos y escoltando aviones de transporte Li-2. Después de servir en el regimiento de aviación de caza predominantemente masculino en Stalingrado, no quería volver a su unidad original, el 586.º Regimiento de Aviación de Caza, porque era una unidad de defensa aérea en la que los combates eran menos intensos; sin embargo, se vio obligada a hacerlo bajo la amenaza de ser sometida aun consejo de guerra, a pesar de quejarse de que no estaría «desertando» a la reserva sino al frente.
Durante la guerra, apareció en una foto inclinada sobre un mapa junto a Litviak y Budánova. Esta fotografía fue publicada en el periódico de aviación militar Stalinsky Sokol.
Después de la guerra se casó con Vladímir Pavlovich Zhukotsky, comandante durante la guerra del 802.º Regimiento de Aviación de Cazas.

## Condecoraciones
A lo largo de su carrera militar María Kuznetsova recibió las siguientes medallas:
|  | Orden de la Guerra Patria de 2.do grado grado, dos veces (21 de febrero de 1944 y 1985) |
|  | Orden de la Estrella Roja                                                               |
|  | Medalla por la Victoria sobre Alemania en la Gran Guerra Patria 1941-1945 (1945)        |